# Stiel-Eiche Marsdorfer Straße

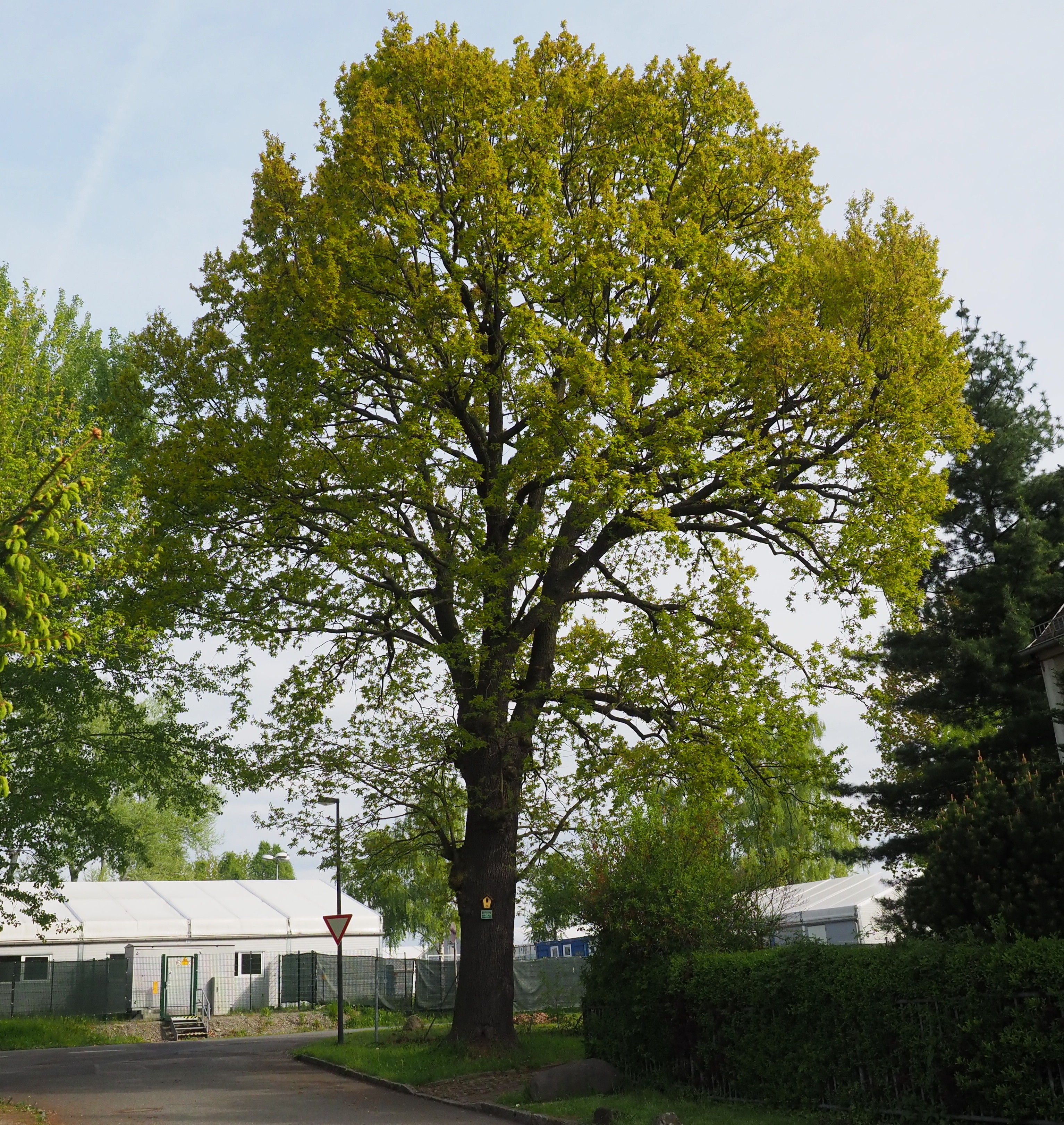
Naturdenkmal Stiel-Eiche Marsdorfer Straße

Die Stiel-Eiche Marsdorfer Straße ist ein als Einzelbaum ausgewiesenes Naturdenkmal (ND 84) im Dresdner Stadtteil Klotzsche. Die Stiel-Eiche (Quercus robur) hat eine Höhe von etwa 22 Metern und einen Kronendurchmesser von etwa 18 Metern bei einem Stammumfang von 3,2 Metern erreicht.

## Lage
Der Baum steht südlich des Flughafens Dresden an der Marsdorfer Straße nahe der Einmündung in die Rähnitzer Straße. Er ist dort der prägende Baum.

## Geschichte
In einer städtischen Veröffentlichung aus dem Jahr 2008 wurde das Alter der Stiel-Eiche auf ca. 160 Jahre geschätzt, was ihren Ursprung in die Mitte des 19. Jahrhunderts datiert. Sie ist damit deutlich jünger als beispielsweise die beiden Stieleichen Hüblerstraße. Dies spiegelt sich in einer geringen Größe wider. Seine Krone ist aufgelichtet und er hat massive Stammfußverletzungen, allerdings wirkt sich die 1997 angelegte größere Baumscheibe positiv auf ihn aus.
Im Jahr 1999 erfolgte seitens des Dresdner Stadtrats die Unterschutzstellung der Eiche als Naturdenkmal zur Sicherung und Erhaltung des Baumes und dessen unmittelbar angrenzender Umgebung wegen der besonderen landschaftsbildprägenden Wirkung, seiner besonderen Ausprägung und Eigenart sowie aus gehölzkundlichen Gründen. Der Schutzstatus erstreckt sich auf den gesamten Kronentraufbereich zuzüglich 3 Metern im Umkreis, mindestens jedoch 14 Meter vom Stamm.
Das Umweltamt der Stadt Dresden hatte im Jahr 2008 eine Wander- und Radroute durch den Dresdner Norden konzipiert, entlang der fünf Naturdenkmäler besucht werden: Angefangen bei der Stiel-Eiche Marsdorfer Straße in Klotzsche sind die weiteren Stationen die Eiche am Brauteich in Langebrück, die Rieseneiche im Sauerbusch in der Dresdner Heide zwischen Langebrück und Weixdorf, die Dohna-Eiche im Pfarrgarten der Lausaer Pastor-Roller-Kirche und der Spitzahorn hinter dem Creutz-Gut in Marsdorf.